# Helga
Helga – imię żeńskie pochodzenia germańskiego. Ma pochodzić od staronorweskiego słowa heill oznaczającego szczęśliwa lub ciesząca się pomyślnością.
Wschodniosłowiańskim przekształceniem imienia Helga ma być Olga.
Imię niezbyt popularne w Polsce. W latach 30. XX wieku nadano je 72 osobom, a w latach 40. XX wieku nadano je 828 dziewczynkom. Szczyt popularności przypadł w latach 50. XX wieku, kiedy to otrzymały je 993 dzieci. W 1994 roku żyło w Polsce 2255 kobiet o takim imieniu, a w 2001 roku 2275. Imię straciło na popularności. W styczniu 2025 r. w rejestrze PESEL, wśród publicznie dostępnych danych dotyczących osób żyjących, wykazano 1424 kobiety o imieniu Helga nadanym jako imię pierwsze.
Helga imieniny obchodzi 14 stycznia, 7 maja, 8 czerwca i 11 września.